# إبراهيم يوسف
إبراهيم يوسف عوض الله محمد (1 يناير 1959 - 11 يوليو 2013)، لاعب كرة قدم مصري كان يلعب في مركز قلب الدفاع ومن أفضل من لعب في هذا المركز في تاريخ كرة القدم المصرية. لعب في نادي الزمالك والمنتخب المصري في مركز قلب الدفاع، كان يلقب بالغزال الأسمر. فاز بجائزة أفضل لاعب مصري عدة مرات، واختير أفضل لاعب ليبرو في كأس الأمم الأفريقية عام 1984. حلّ ثانيًا في جائزة أفضل لاعب أفريقي عام 1984، وثالثًا عام 1985. وهو الأخ الشقيق لإسماعيل يوسف، كما كان عضوا في جهاز الشرطة وكان يحمل رتبة لواء في مديرية أمن القاهرة.

## بداية حياته
وُلِد إبراهيم يوسف في إمبابة، الجيزة في 1 يناير 1959. وهو ينتمي إلى عائلة كروية، فهو الشقيق الأصغر للاعب كرة القدم السيد يوسف، والشقيق الأكبر للاعب كرة القدم إسماعيل يوسف.

## حياته المهنية

### مع نادي الزمالك

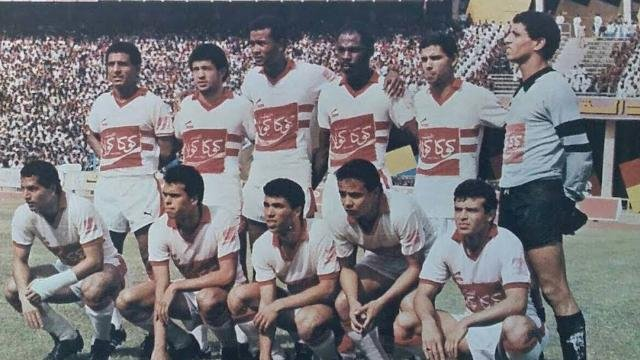
إبراهيم يوسف (الثالث واقفاً من اليسار) مع الزمالك عام 1984

بدأ يوسف مسيرته الكروية في نادي الزمالك، الذي لعب له طوال مسيرته الكروية. لعب مع فريق نادي الزمالك لمدة ثلاثة عشر عامًا، وكان عنصرا أساسيا في الفريق طوال مسيرته الاحترافية. فاز مع القلعة البيضاء بدرع الدوري المصري الممتاز ثلاث مرات في مواسم (1977-78، 1983–84، 1987-88). كما فاز مع الزمالك بكأس مصر ثلاث مرات (1976–77، 1978–79، 1987–88). وعلى الصعيد القاري، فاز مع ناديه بدوري أبطال أفريقيا مرتين في (1984، 1986)، بالإضافة إلى الكأس الأفروآسيوية للأندية عام (1987).

### مع الفريق القومي
شارك يوسف إلى منتخب مصر لكرة القدم في كأس الأمم الأفريقية أعوام 1976، 1980، 1984. شارك مع بلاده في دورة حوض النيل 1983 وحصلت مصر على الميدالية البرونزية. كما شارك مع مصر في دورة الألعاب الأولمبية الصيفية عام 1984 في لوس أنجلوس. أُصيب قبل كأس الأمم الأفريقية 1986، ولم يشارك. لعب يوسف مع بلاده في دورة ألعاب البحر الأبيض المتوسط 1983، حيث فازت مصر فريقه بالميدالية البرونزية. فاز بالميدالية الذهبية مع مصر في دورة الألعاب الأفريقية 1987.

### بعد الاعتزال
إلى جانب مسيرته كضابط شرطة في الشرطة المصرية، بعد اعتزاله كرة القدم في سن مبكرة بسبب إصابته، درب يوسف فريق نادى الزمالك تحت سن 17 سنة، كما قام بتدريب منتخب مصر تحت 17 سنة لكرة القدم لفترة وجيزة. لاحقًا، عمل في مجال إدارة كرة القدم وأُنتخب عضوًا في مجلس إدارة نادي الزمالك لأكثر من فترة.

## وفاته
توفي إبراهيم يوسف فجر الخميس 11 يوليو 2013 م، 2 رمضان 1434 هـ عن عمر يناهز 54 عاماً بعد اصابته بسكته قلبية وهبوط حاد في الدورة الدموية.

## الإنجازات
نادي الزمالك المصري
- الدوري المصري: 1977-78، 1983–84، 1987-88
- كأس مصر: 1977، 1979، 1988
- دوري أبطال أفريقيا: 1984، 1986
- الكأس الأفروآسيوية للأندية: 1987
- كأس الصداقة المصرية: 1986

المنتخب الوطني
- دورة الألعاب الإفريقية: 1987

ألقاب فردية
- حصل على جائزة أفضل لاعب مصري أكثر من مرة
- أفضل ليبرو في كأس الأمم الإفريقية 1984
- ثاني أفضل لاعب في أفريقيا حسب تصنيف مجلة فرانس فوتبول لسنة 1984
- ثالث أفضل لاعب في أفريقيا حسب تصنيف مجلة فرانس فوتبول لسنة 1985
- فريق العالم في القرن العشرين: 1998[7]
- يعتبر أفضل ليبرو في تاريخ كره القدم المصرية

## روابط خارجية
- إبراهيم يوسف على موقع الاتحاد الدولي (مؤرشف)  (الإنجليزية)
- إبراهيم يوسف على موقع قاعدة بيانات كرة القدم.إي يو (الإنجليزية)
- إبراهيم يوسف على موقع ناشيونال فوتبول تيمز (الإنجليزية)
- إبراهيم يوسف على موقع أوليمبيديا (الإنجليزية)